# Etruskisch kamergraf

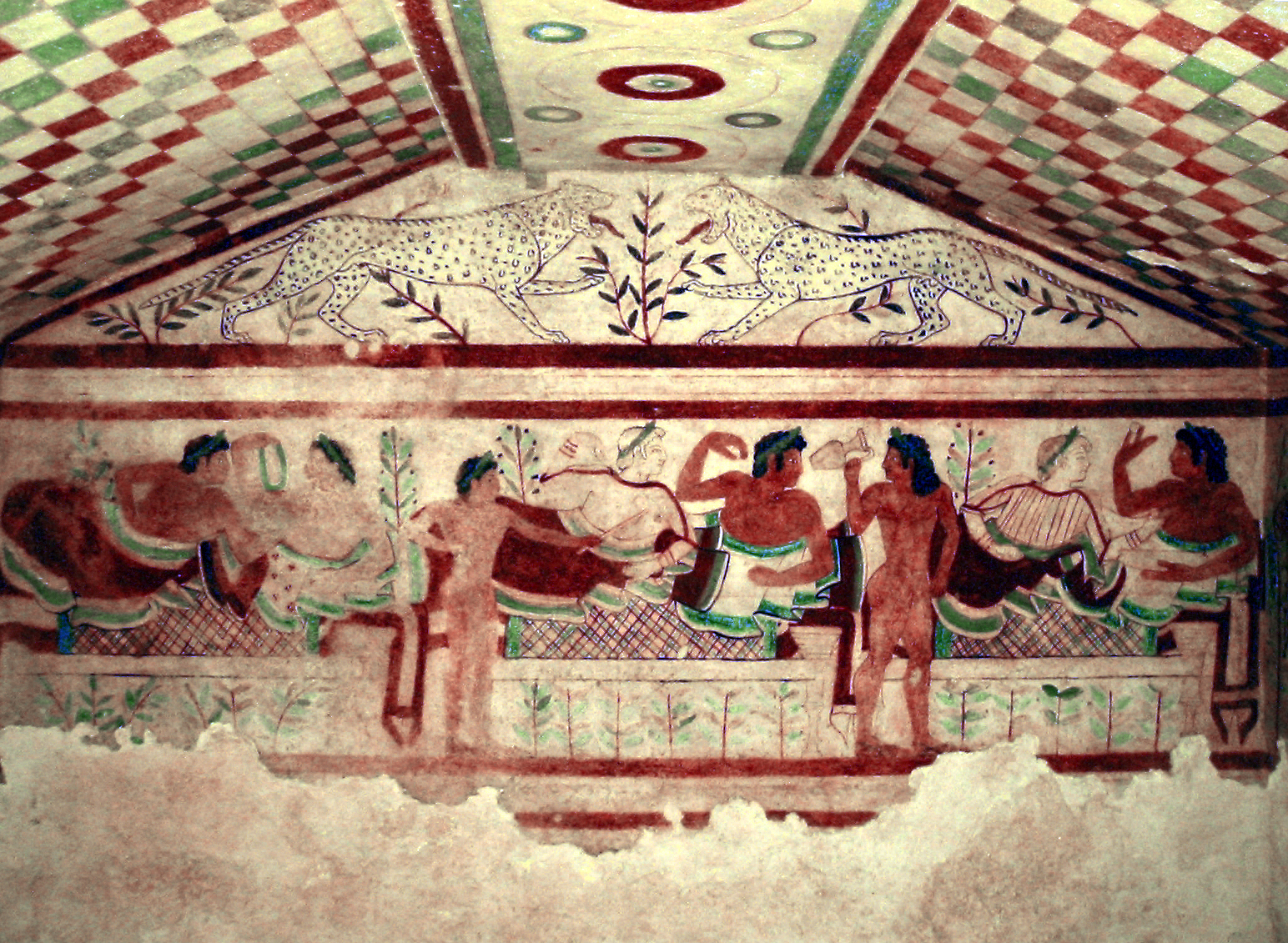
Schildering van een symposion in de Tomba dei Leopardi ('Graf van de Luipaarden') te Tarquinia.

Het Etruskische kamergraf is een bepaald graftype in de Etruskische cultuur. 
Het kamergraf is ontstaan in de oriëntaliserende periode (ca. 700-600 v.C.) en vermoedelijk voortgekomen uit het greppelgraf, het voor de Villanovaperiode (ca. 900-700 v.C.) typische inhumatiegraf (dat overigens in de oriëntaliserende periode blijft bestaan). Aanvankelijk bouwt men met natuurstenen blokken bovengrondse grafkamers met een lange toegangshal, waarover een aarden heuvel wordt opgericht (zogenaamde tumuli). Mooie voorbeelden hiervan bevinden zich op de Banditaccia-necropolis van Cerveteri. Vanaf ca. 650 v.C. worden kamergraven volledig onder de grond gemaakt. Overigens geldt dat niet voor heel Etrurië, omdat het gebied in bepaalde streken geologisch anders is dan in andere. Ondergrondse kamergraven vinden we vooral in het zuiden van Etrurië. De mooiste voorbeelden van ondergrondse kamergraven vinden we wellicht in Tarquinia. Een pionier in het onderzoek van dergelijke graven was de etruscoloog Carlo Lerici.    

## Wandschilderingen
Het zijn vooral de wandschilderingen in de Etruskische kamergraven die voor de schilderkunst van betekenis zijn. Het Etruskische schilderwerk is echter wel grover, minder fijn in penseelbewerking, maar wel realistischer in figuratie dan de werken uit de Attische stijl, uit de gelijktijdige periodes. Voor de schilderkunst is Tarquinia wel de voornaamste vindplaats.
Tot de oudste vondsten behoort het graf met de Bocchoris-vaas met de opmerkelijke gouden sieraden. Ook het Regolini-Galassi-graf te Caere, het Graf van Bernardini en het Graf van Barberini te Praeneste, de graven te Marsigliana d'Albegna, Vitulonia en Populonia behoren tot de oudere vondsten en zijn uniek, ook omwille van hun betekenis voor de goudsmeedkunst.
In een 2e periode, tussen 500 en 400 v.Chr., vertonen de wandschilderingen erg realistische voorstellingen, zoals de jachttaferelen in het Graf van de jacht en visvangst, de palaestra-scènes in het Graf van Biche, de feestmaaltijden in het Graf van de leeuwinnen, het Graf van de Luipaarden, het Graf van Triclinio en de figuratie in het Graf van de auguren.
Uit de jongste periode, in de 3e en de 2e eeuw v.Chr., vinden we de grote beschilderingen van het Graf van François en het Graf van Orcus. Uit dezelfde periode kennen we het opmerkelijke Graf van de Reliëfs van Caere, een graf dat reliëf-elementen in stucco vertoont.

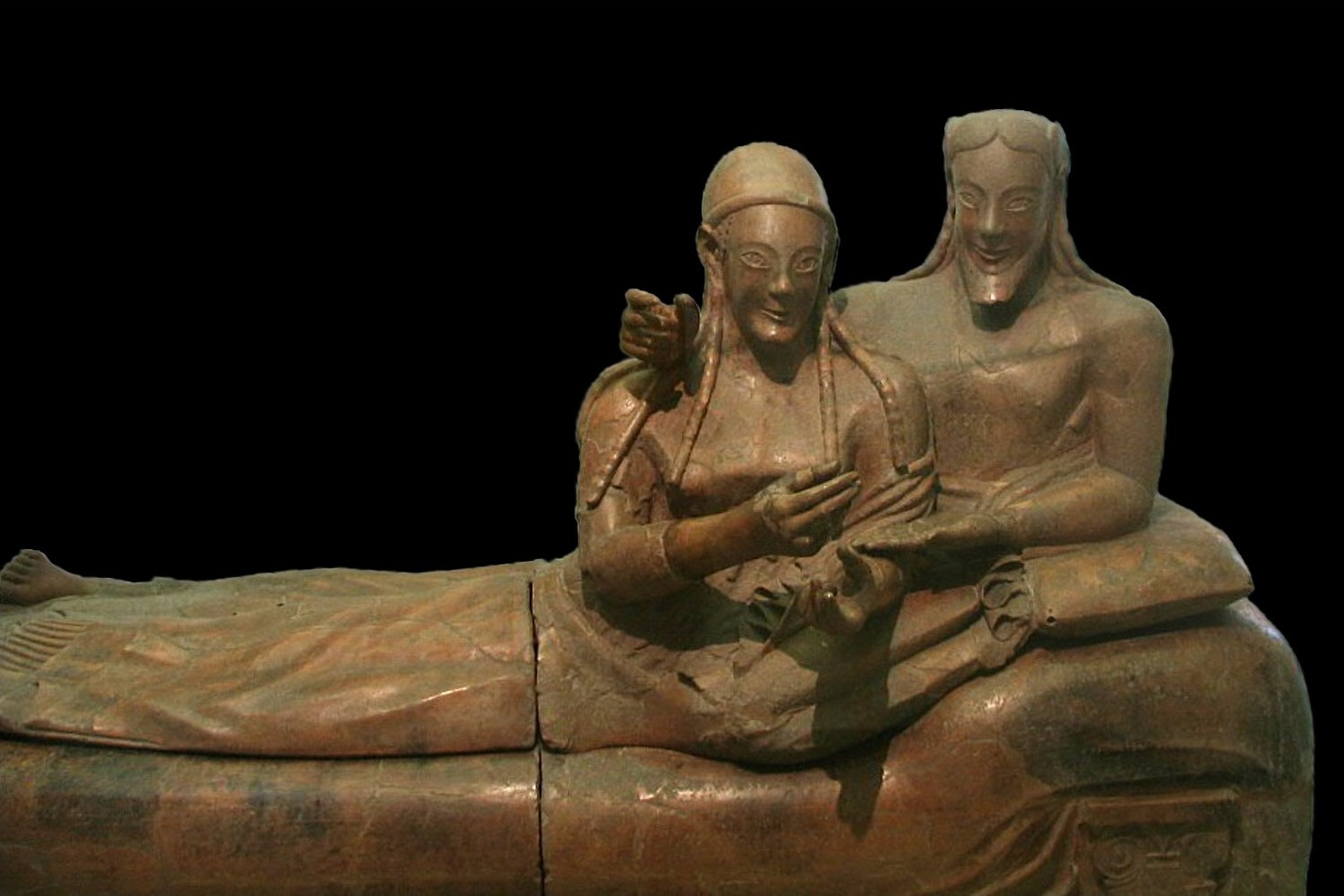
Dodenlegerstede. Terracotta sarcofaag uit Cerveteri (Caere). Ca. 520 v.Chr. Rome, Villa Giulia.

## Beeldhouwwerken
In de meeste van deze tomben vinden we ook beeldhouwwerk in albast, terracotta of brons, zowel op sarcofagen in reliëf als op losse portretbeelden. Naast niet weg te denken Griekse invloeden (zie: De invloed van de Oud-Griekse kunst), bezit de Etruskische beeldhouwkunst haar eigen karakteristieke kenmerken. Dat wordt zichtbaar in de vorm van de graven.
Het Egyptische vlakornament van de sarcofaag wordt in de Etruskische grafkunst vermengd met een pilastertektoniek, en er ontstaat een dodenlegerstede (zie afbeelding). Het echtpaar ligt uitgestrekt op kussens, elkaar omhelzend, zoals in de Egyptische kunst de goden de koning omarmen. De doden liggen niet in een ideaalpose, maar rustend, op hun gemak. De terracotta plastiek is Oud-Grieks als vormidee, maar verschilt van de Griekse beelden uit dezelfde tijd, namelijk de kouroi, Bij deze beelden gaat het om een ideaaltype, daar waar de Etruskische maker zich vooral heeft bekommerd om het uitbeelden, op een meer evocatieve dan realistische wijze, van de individuele trekken van het paar. 
Datgene wat typerend was, werd benadrukt (tot op het karikaturale en onflatteuze af, zoals het pruilmondje van de vrouw, het lange gezicht van de man), en datgene wat niet essentieel was, werd veronachtzaamd. Er is geen sprake van een streven naar harmonie der delen (zoals bij de Grieken): het onderlijf wordt een vormeloze massa gelaten.
Dit  naturalisme is religieus gestuurd. Het geloof dat het aardse leven slechts een voorspel is voor het belangrijkere, eeuwige voortbestaan na de dood (in de latere Etruskische cultuur, naar Grieks voorbeeld, in het Schimmenrijk) vormt de basis voor het willen vereeuwigen van de individuele trekken van de dode, om hem zodoende te conserveren voor het hiernamaals, en hem magischerwijs te beschermen tegen duistere krachten.